# Marten van Valckenborch

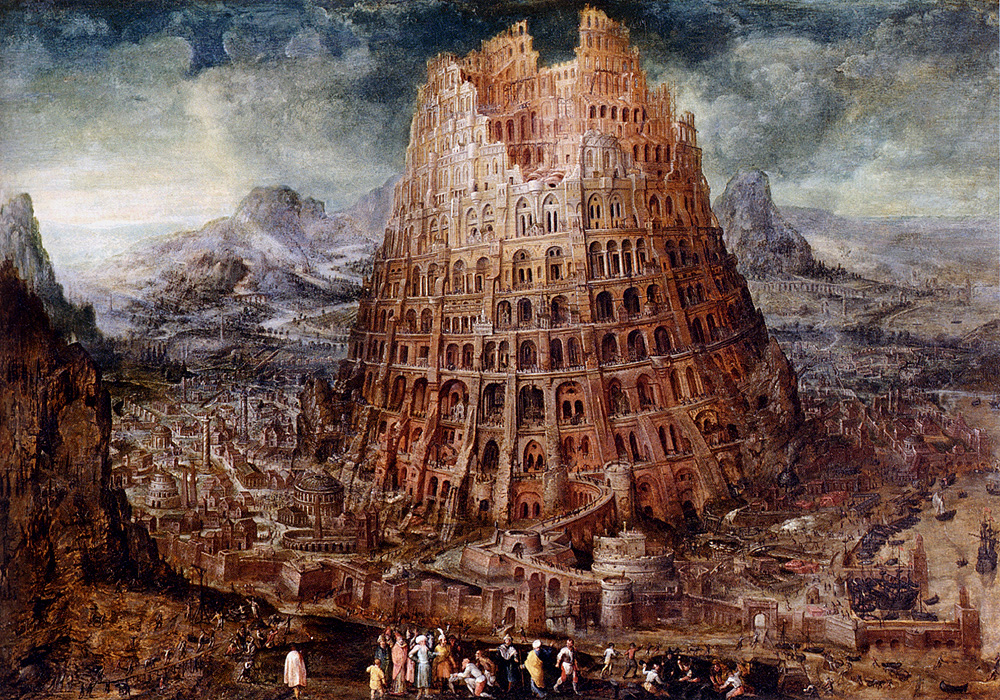
Wieża Babel, ok. 1600

Marten van Valckenborch lub Valkenborgh (ur. 1535 w Leuven, zm. 27 stycznia 1612 we Frankfurcie nad Menem) – flamandzki malarz pejzażysta. Młodszy brat Lucasa, ojciec Frederika (ok. 1570–1623) i Gillisa (1570–1622).
Początkowo działał w Mechelen, gdzie zarejestrowano go w gildii św. Łukasza 13 sierpnia 1559. W 1564 Marten udał się do Antwerpii, gdzie uczył brata Geraarda van Valckenborcha do 1568. W 1573 Marten został obywatelem Akwizgranu, powrócił do Antwerpii ok. 1575/1576 i w 1584 jest wymieniany jako ouderman (starszy) w gildii św. Łukasza. Ostatecznie ze względu na prześladowania religijne wyjechał do Niemiec, by osiąść we Frankfurcie nad Menem. 7 lipca 1586 został obywatelem tego miasta, ok. 1592/1593 dołączył do niego brat Lucas i prowadzili wspólnie dobrze prosperujący warsztat malarski.
Podobnie jak Lucas, Marten tworzył niewielkie pejzaże i sceny rodzajowe zbliżone stylem i tematyką do prac Pietera Bruegla i Herriego met de Blesa. Były to przedstawienia kiermaszów, chłopskich festynów, pór roku i wieży Babel, urozmaicone motywami anegdotycznymi. Jego obrazy odznaczają jednak cięższą tonacją barwną i są ciemniejsze od prac brata.